# Concepción Llaguno Marchena
Concepción Llaguno Marchena (Madrid, 21 de octubre de 1925-Madrid, 4 de octubre de 2010) fue una investigadora española, doctora en ciencias químicas, pionera entre las profesoras de investigación del área de ciencia y tecnología de los Alimentos del Consejo Superior de Investigaciones Científicas (CSIC).

## Biografía
Concepción Llaguno nació en Madrid. Su madre fue maestra y su padre funcionario de Correos. Estudió en un colegio público hasta que en 1935 ingresó en el Instituto Escuela. Cuando tenía once años falleció su padre. Fue en 1939, al finalizar la Guerra Civil y ese mismo año su madre fue represaliada por un consejo de guerra sumarísimo, con suspensión de empleo y sueldo, como castigo a su fidelidad republicana.
La situación familiar obligó a Llaguno Marchena a buscar trabajo. Con quince años empezó a trabajar en la mecanización de los Servicios Bancarios de Correos a la vez que estudiaba y daba clases particulares. Además, se preparó las oposiciones que ganó en 1944 para Auxiliar de Correos.
Realizó sus estudios de Ciencias Químicas en la Universidad Central de Madrid (que después fue la Universidad Complutense).

## Trayectoria
Llaguno tuvo un gran interés por la bioquímica y las fermentaciones y eso la llevó a realizar un curso de especialización dirigido por José María Garrido, recién llegado de Mánchester. Esta formación le permitió iniciar su labor investigadora en 1953, al conseguir una beca del Patronato Juan de la Cierva, en lo que luego sería el Instituto de Fermentaciones Industriales del CSIC.
Defendió su tesis doctoral en 1956 -dirigida Garrido Márquez-  titulada La obtención de ácido fumarico por Rhizopus Oryzae.
En los inicios de la biotecnología, destacaron sus investigaciones sobre la fermentación alcohólica, especialmente del metabolismo de las llamadas “levaduras de flor”, origen de los vinos de Jerez.
Profundizó en la aplicación de la tecnología de las fermentaciones al vino, a las bebidas alcohólicas y al vinagre vínico, estableciendo pautas que influyeron notablemente en la calidad de los productos obtenidos y en la garantía de su genuinidad (contribuyendo a la erradicación del fraude). Aportó nuevos sistemas de aireación para acelerar la crianza de los vinos finos y la acetificación del vino. En su laboratorio se formaron numerosos jóvenes investigadores españoles y extranjeros, manteniendo contacto con grupos de investigación de diferentes partes del mundo, principalmente los del área de la enología.
Fue nombrada Profesora de Investigación del CSIC en 1971, en una época en la que las mujeres que lo habían conseguido hasta entonces eran muy pocas. Siempre fue una defensora de los derechos de las mujeres y sobre todo de las trabajadoras y la carrera científica.  
Aparte de su trayectoria como investigadora y profesora, Llaguno ocupó diversos cargos relacionados con la gestión de la ciencia.  
En el CSIC, fue Vicesecretaria General para Asuntos Científicos (1979-1984). Durante ese período fomentó importantes iniciativas dentro del CSIC. Algunos ejemplos fueronː la elección de lo tribunales de oposiciones por sorteo de una lista común de mujeres y hombres, la informatización de todas las bibliotecas del CSIC, que las investigadoras pudieran alojarse en la Residencia de Estudiantes, la creación de una guardería infantil en las dependencias del CSIC y se publicó la primera estadística desagregada por sexos del personal científico del CSIC, en 1982.
También fue coordinadora del área de tecnología de la Comisión Asesora de Investigación Científica y Técnica (CICYT) y colaboró en la redacción del primer Plan Nacional de I+D. Participó en numerosas reuniones de la Organización Internacional de la Viña y del Vino (OIV) como representante de la Unión Internacional de Enólogos y como miembro de la Delegación Española. Además, fue gestora del Programa Nacional de Tecnología de Alimentos y se convirtió en la primera mujer Directora del Instituto del Frío, donde se jubiló.

## Publicaciones
Llaguno publicó numerosos trabajos de investigación y fue una gran divulgadora. Su libro El vinagre de vino (CSIC, 1991) fue Premio de la Oficina Internacional de la Vid y del Vino (OIV) en 1993. Asimismo, tradujo al castellano varias obras científicas.
- Enología: Temas actuales. Asociación Nacional de Químicos, 1982.
- Guida di Vini d’Espagna. Mondadori, 1982.
- El vinagre de vino. Concepción Llaguno Marchena, María Carmen Polo Sánchez, 1991.[5]
- El vino en el origen de la Biotecnología. La Semana vitivinícola, ISSN 0037-184X, N.º 2357-2358, 1991, págs. 4641-4645.
- Investigaciones en enología. La Semana vitivinícola, ISSN 0037-184X, N.º 2784, 1999, págs. 4391-4393.
- El acceso de la mujer a la investigación científica en España: el CSIC. En: Apuntes para una Política Científica. Dos años de Investigación en el CSIC (1980-1982). A. Nieto, J. M. Gómez Fatou, E. Muñoz, J.A. Muñoz-Delgado, T. Mendizábal, C. Llaguno, F. Catalina. Ed. CSIC, 1982. pp.139-199.

## Reconocimientos
Concepción Llaguno recibió diversos premios nacionales e internacionales y reconocimientos a lo largo de su carrera como investigadora.
- 1961ː Galardonada con el Premio “Juan de la Cierva”, dentro del grupo de investigación.

- 1979ː Diploma de Socia de la Academia Italiana della Vite e del Vino de Siena (Italia) y el Título de Académica de la Academia Italiana de la Vite e del Vino.
- 1981ː DLG Deukmünze de la Deutsche Landwirtschafts Gesellschaft (Sociedad Alemana de Economía Agraria, Frankfurt)
- 1981ː Medalla de la Orden de los Vinos Nobles del Jura y del Gruyere de Comte. A nivel nacional.
- Socia de Honor de la Asociación de Investigación de la Industria Vinagrera.
- Colegiada Distinguida del Colegio Oficial de Químicos.
- 1991ː Premio de Investigación en Ciencias de la Alimentación (CEOE).
- 1993: Premio de la Organización Internacional de la Viña y el Vino (OIV), por su libro 'El vinagre de vino', escrito junto a Carmen Polo Sánchez.[7]
- 1994ː Premio Mujer Progresista, del Instituto de la Mujer.[4]
- Medalla de Oro y Brillantes de la Asociación Nacional de Químicos de España.
- Asociada ad honorem de la Asociación de Mujeres Investigadoras y Tecnólogas (AMIT) desde 2002.

Con motivo de su fallecimiento las investigadoras Dolores Cabezudo y Carmen Polo escribieron sobre ella: 
“Hasta el último momento participó activamente en numerosas sociedades científicas, así como en diversas ONG. Amiga entrañable, fiel, se interesaba por los problemas y las alegrías de todos sus amigos para los que siempre tenía la palabra justa en el momento oportuno”.
En 2011, el CSIC le rindió un homenaje en el que intervinieron las investigadoras Dolores Cabezudo, Carmen Polo, Manuela Juárez Iglesias y el presidente de la institución en ese momento, Rafael Rodrigo, quien destacó de Llaguno «su papel en la gestión del CSIC e impulsora de la Comisión Mujeres y Ciencia».